# Horváth Sándor (jezsuita pap)
Horváth Sándor (Komárom, 1723. szeptember 23. – Nagyvárad, 1786. augusztus 4.) Jézus-társasági áldozópap és tanár.

## Élete
1742. október 17-én lépett a rendbe; gimnáziumi tanár volt; később hitszónok volt Győrben. 1770-ben Nagyszombatban élt a rend feloszlatásaig (1773). 1776-ban Patachich Ádám hívta őt meg Kalocsára, a szeminárium elöljárója volt. Később Nagyváradra ment, 1778 és 1786 között tiszteletbeli kanonok volt, 1778-1780 között a Nagyszeminárium igazgatója. 1781-től 1786-ig az egyházmegye határain kívül tartózkodott.

## Kézirati műve
- Elegans historia in gymnasio Gincensi anno scholastico 1749. discipulis proposita. 4rét (a pannonhalmi szent Benedek-rend könyvtárában)